# 天棓三
天棓三（β Dra/天龍座β），英文名Rastaban，是北天拱极星座天龙座的第三亮星。视星等2.79，可以轻易用肉眼可见。基于依巴谷卫星的视差测量，它距离太阳大约380光年。

## 性质
这个双星系统包含一个亮巨星被一个矮星以大约4000年环绕。
和太阳相比，这是一个巨大的恒星，有5倍太阳质量和40倍太阳半径。天棓三辐射出大约1000倍太阳光度，表面温度5,160K，散发出黄色调的光芒。它的恒星分类为G2IIa-Ib，亮度分类IIa-Ib代表它在恒星演化中处于亮巨星和超巨星间的阶段。它的年龄大约有6700万年。